# Коломбет, Алексей Яковлевич
Алексей Яковлевич Коломбет (30 марта 1930, село Первотаровка, Омский округ, Сибирский край, РСФСР, СССР — 30 апреля 1988, Каменск-Уральский, Свердловская область) — фрезеровщик Каменск-Уральского радиозавода Министерства радиопромышленности СССР, Свердловская область. Герой Социалистического Труда (1966). Депутат Верховного Совета СССР 8-го созыва.

## Биография
Родился 30 марта 1930 года в крестьянской семье в селе Первотаровка (ныне — Исилькульский район Омской области).
После службы в армии один год отработал в государственной налоговой инспекции по городу Исилькуль. В 1954 году семья переехала в г. Каменск-Уральский Свердловской области.
С 1954 года трудился учеником фрезеровщика в инструментальном цехе радиозавода в Каменске-Уральском. Позднее получил специальность фрезеровщика.
Внёс несколько рационализаторских предложений на фрезеровочном станке, в результате чего производительность труда увеличилась в 2,5 раза. Ежегодно перевыполнял производственный план в среднем на 160—180 %. За высокое качество выпускаемой продукции получил личной клеймо. Досрочно выполнил производственные задания семилетки (1959—1965) и свои личные социалистические трудовые обязательства. Указом Президиума Верховного Совета СССР от 29 июля 1966 года за выдающиеся заслуги в выполнении плана 1959—1965 годов и создание новой техники удостоен звания Героя Социалистического Труда с вручением ордена Ленина и золотой медали «Серп и Молот».
Избирался депутатом Верховного Совета СССР 8-го созыва от Каменск-Уральского избирательного округа (1970—1974).
После выхода на пенсию проживал в Каменске-Уральском. Скончался 30 апреля 1988 года, похоронен на Ивановском кладбище Каменска-Уральского.